# 米田祐子
米田 祐子（よねだ ゆうこ、1975年11月22日 - ）は、兵庫県出身の元アーティスティックスイミング選手。2000年シドニーオリンピックシンクロナイズドスイミング（当時）チーム銀メダリスト。立命館大学卒業。妹は同じくアーティスティックスイミング選手の米田容子。シドニーオリンピック後に引退。引退後は全日本空輸に勤務。